# (6337) Shiota
(6337) Shiota es un asteroide perteneciente al cinturón de asteroides, región del sistema solar que se encuentra entre las órbitas de Marte y Júpiter.
Fue descubierto el 26 de octubre de 1992 por Kin Endate y Kazuro Watanabe desde el observatorio de Kitami.

## Designación y nombre
Designado provisionalmente como 1992 UC4 fue nombrado en honor a Kazuo Shiota (n. 1949), un astrónomo aficionado japonés que desarrolló tecnología de procesamiento de imágenes para fotografías astronómicas.

## Características orbitales
(6337) Shiota está situado a una distancia media del Sol de 3,085 ua, pudiendo alejarse hasta 3,518 ua y acercarse hasta 2,653 ua. Su excentricidad es 0,140 y la inclinación orbital 3,881 grados. Emplea 1979,57 días en completar una órbita alrededor del Sol.
Pertenece a la familia de asteroides de (24) Themis.
Las próximas aproximaciones a la órbita de Júpiter tendrán lugar el 1 de julio de 2046, el 15 de abril de 2056 y el 6 de julio de 2116.

## Características físicas
La magnitud absoluta de (6337) Shiota es 13,24. Tiene 14,496 km de diámetro y su albedo se estima en 0,052.